# علامة هيغار
علامة هيغار هي مؤشر غير حساس للحمل - فغيابها لا يستبعد الحمل. وهي تتعلق بخصائص عنق الرحم وبرزخ الرحم. وتوصف بأنها نعومة في ملمس الرحم، كما يبدو الرحم وعنقه كمنطقتين منفصلتين.
تظهر العلامة عادة من الأسبوع الرابع للسادس حتى الأسبوع الـ12 من الحمل. ويصعب التعرف عليها في النساء اللاتي أنجبن عدة مرات من قبل.
تفسير العلامة: بالفحص بكلتا اليدين، (إصبعان في الجيب الأمامي وإصبعان تحت الرحم عبر البطن) فإن الأصابع المهبلية تبدو مقابلة للأصابع التي على البطن تحت جسم الرحم(يجب أن يكون الفحص لطيفًا لتجنب الإجهاض).
تم وصف تلك العلامة بواسطة ألفريد هيغار، طبيب نساء ألماني، في عام 1895. ونسب هيغار الفضل لرينل، أحد مساعديه، الذي وصف العلامة لأول مرة في 1884.